# Oskarshamn
För andra betydelser, se Oskarshamn (olika betydelser).
Oskarshamn är en tätort och centralort i Oskarshamns kommun, Kalmar län, belägen vid Döderhultsviken i norra Kalmarsund. Dess bakgrund är fiskeläget Döderhultsvik, som 1646 blev köping och 1856 blev stad under namnet Oskarshamn. 2020 hade tätorten 18 907 invånare.
Tätorten är den tredje största i Kalmar län, och från Oskarshamn går färjor till både Öland och Gotland. Stora arbetsgivare är Scania, Oskarshamns kärnkraftverk, SAFT, Liljeholmens Stearinfabrik och Eurosteel Oskarshamn.

## Historia

### Döderhultsvik
Döderhultsvik (ursprungligen Duderhultevik) är det gamla namnet på Oskarshamn, från tiden innan orten fick stadsrättigheter. Den var ursprungligen ett fiskeläge med medeltida rötter i Döderhults socken. 1646 blev orten upphöjd till lydköping under Kalmar, genom resolution av drottning Kristina.
Den 31 augusti 1677 brände danskarna ned köpingen så att bara en stuga återstod. Sverige hade inom drygt ett års tid förlorat två större sjöslag mot danskarna vilket innebar att den danska flottan kunde härja relativt ostört längs Smålandskusten och Öland. Danskarna fortsatte norrut längs kusten och även Västervik lades i aska den 1 och 2 augusti samma år.
Köpingen växte fram runt den inre södra delen av Döderhultsviken. År 1768 var köpingens utbredning längs södra sidan av viken och vidare in längs södra sidan av Döderhultsbäcken. Motsvarande områden idag är från Brädholmen i öster, längs nuvarande Hamngatan och Bäckgatan för att sedan vika av från Döderhultsbäcken och fortsätta längs Kungsgatan ("Kråkerumsbacken") och upp mot området kring Lilla torget där det då fanns en marknadsplats. 
Ursprunget till Döderhultsvik är troligen att det närbelägna Döderhult ville ha bättre möjligheter till fiske och sjöfart, så man började bygga vid vattnet. Döderhult ligger omkring 3 km längre in i Döderhultsdalen, rakt väster ut.

### Oskarshamn
1785 gjordes den första kända ansökan om stadsrättigheter hos dåvarande kung Gustav III. Ansökan avslogs men kom att följas av flera nya ansökningar under 1700- och 1800-talen. Först efter den nionde ansökan beviljades stadsrättigheter år 1856. Döderhultsvik bytte då namn till nuvarande Oskarshamn, efter dåvarande kung Oscar I. Oskarshamn var den sista ort i landet som fick stadsprivilegier enligt gammalt mönster. 
Innan dess hade orten blivit municipalsamhälle med omkring 600 invånare. Befolkningsutvecklingen blev explosionsartad till följd av stadsrättigheterna så att den 1850 hade 1 120 invånare, 1860 2 237 invånare och 1880 5 382 invånare. Det som framförallt fick staden att blomstra var järnvägen Nässjö-Oskarshamn som invigdes 1874 och ledde till ett uppsving för hamnen.
Oskarshamn har tidigare varit en stor varvsstad med flera varv men idag finns endast en mindre del av den verksamheten kvar. Kustområdena både norr och söder om Oskarshamn har tidigare haft betydande stenhuggarverksamhet och än idag bryts det sten på några få platser i norra delen av kommunen. Staden är en industristad som kännetecknas av ett fåtal väldigt stora arbetsplatser.
I Oskarshamn finns en kolerakyrkogård från 1834.

### Administrativa tillhörigheter
Oskarshamns stad ombildades vid kommunreformen 1862 till en stadskommun. 1965 växte Oskarshamn samman med Döderhult, kyrkby i Döderhults socken. Stadskommunen utökades 1967 med landskommunerna Döderhult, Kristdala och Misterhult. Den 1 januari 1971 ombildades Oskarshamns stad till Oskarshamns kommun med Oskarshamn som centralort.
I kyrkligt hänseende har orten från 1873 hört till Oskarshamns församling, Döderhults församling dessförinnan, och för stadsdelen Döderhult.
Orten ingick till 1856 i Stranda tingslag därefter till 1964 i domkretsen för Oskarshamns rådhusrätt, därefter till 1971 i Aspelands och Handbörds domsagas tingslag som 1968 namnändrades till Oskarshamns domsagas tingslag. Från 1971 till 17 januari 2005 ingick orten i Oskarshamns domsaga och från 17 januari 2005 ingår Oskarshamn i Kalmar domsaga.

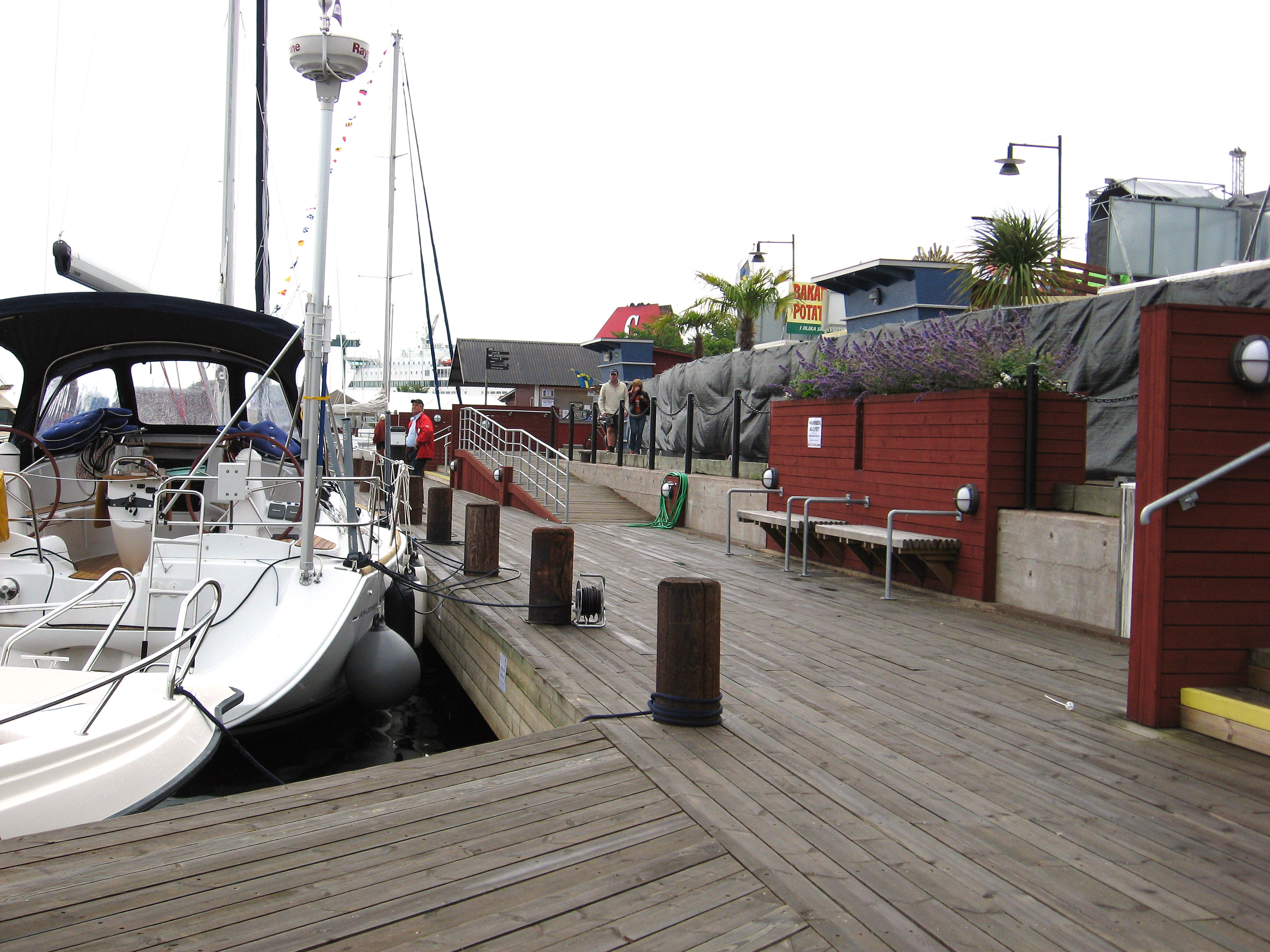
Brädholmen i Oskarshamn där den första bebyggelsen sägs ha uppstått.

### Befolkningsutveckling
| Befolkningsutvecklingen i Oskarshamn 1856–2020                       | Befolkningsutvecklingen i Oskarshamn 1856–2020 | Befolkningsutvecklingen i Oskarshamn 1856–2020 | Befolkningsutvecklingen i Oskarshamn 1856–2020 | Befolkningsutvecklingen i Oskarshamn 1856–2020 |
| -------------------------------------------------------------------- | ---------------------------------------------- | ---------------------------------------------- | ---------------------------------------------- | ---------------------------------------------- |
|                                                                      |                                                |                                                |                                                |                                                |
| År                                                                   |                                                |                                                | Folkmängd                                      | Areal (ha)                                     |
| 1856                                                                 | 1856                                           |                                                | 2 202                                          |                                                |
| 1870                                                                 | 1870                                           |                                                | 3 284                                          |                                                |
| 1880                                                                 | 1880                                           |                                                | 5 382                                          |                                                |
| 1890                                                                 | 1890                                           |                                                | 5 853                                          |                                                |
| 1900                                                                 | 1900                                           |                                                | 7 020                                          |                                                |
| 1910                                                                 | 1910                                           |                                                | 7 908                                          |                                                |
| 1920                                                                 | 1920                                           |                                                | 9 231                                          |                                                |
| 1930                                                                 | 1930                                           |                                                | 8 675                                          |                                                |
| 1940                                                                 | 1940                                           |                                                | 8 922                                          |                                                |
| 1950                                                                 | 1950                                           |                                                | 10 707                                         |                                                |
| 1960                                                                 | 1960                                           |                                                | 10 731                                         |                                                |
| 1965                                                                 | 1965                                           |                                                | 15 469                                         |                                                |
| 1970                                                                 | 1970                                           |                                                | 17 143                                         |                                                |
| 1975                                                                 | 1975                                           |                                                | 19 021                                         |                                                |
| 1980                                                                 | 1980                                           |                                                | 18 913                                         |                                                |
| 1990                                                                 | 1990                                           |                                                | 17 791                                         | 1 271                                          |
| 1995                                                                 | 1995                                           |                                                | 17 634                                         | 1 274                                          |
| 2000                                                                 | 2000                                           |                                                | 17 059                                         | 1 303                                          |
| 2005                                                                 | 2005                                           |                                                | 17 143                                         | 1 306                                          |
| 2010                                                                 | 2010                                           |                                                | 17 258                                         | 1 310                                          |
| 2015                                                                 | 2015                                           |                                                | 18 287                                         | 1 473                                          |
| 2020                                                                 | 2020                                           |                                                | 18 921                                         | 1 512                                          |
| Anm.: Sammanvuxen med Döderhult 1965, med Mysingsö och Saltvik 2015. |                                                |                                                |                                                |                                                |

## Natur och klimat
Ortens geografiska läge kännetecknas av ett förhållandevis varmt och nederbördsfattigt klimat. Det kustnära läget i sydöstra Sverige ger ett maritimt klimat med milda vintrar. Sommartid påverkas klimatet av närheten till Småländska höglandet rakt i väster, vilket ger ett relativt varmt och torrt klimat. Detta har förklarats av den så kallade föhneffekten; när vindar från väst rör sig över Småländska höglandet och luften pressas uppåt och avfuktas, varefter dess temperatur stiger under nedfärden mot kusten. Orten förekommer inte sällan på topplistorna över dagnoteringarna över landets högsta temperaturer. Oskarshamn innehar två svenska månatliga värmerekord för mars, respektive september: 22,2 °C uppmättes den 30 mars 1968 och 24,5 °C uppmättes den 9 oktober 1995. Den högst noterade temperaturen under perioden 1918–2012 är 34,4 °C, uppmätt den 10 juli 2010.

Uppmätta normala temperaturer och nederbörd i Oskarshamn:
|                                            | Jan | Feb | Mar | Apr | Maj | Jun | Jul | Aug | Sep | Okt | Nov | Dec |
| ------------------------------------------ | --- | --- | --- | --- | --- | --- | --- | --- | --- | --- | --- | --- |
| Normaldygnets maximitemperaturs medelvärde | 2   | 3   | 6   | 12  | 17  | 21  | 23  | 22  | 17  | 11  | 5   | 2   |
| Normaldygnets minimitemperaturs medelvärde | −4  | −5  | −3  | 0   | 4   | 8   | 10  | 10  | 6   | 2   | −1  | −4  |
|                                            |     |     |     |     |     |     |     |     |     |     |     |     |
| Nederbörd                                  | 38  | 28  | 30  | 32  | 35  | 41  | 58  | 64  | 64  | 52  | 53  | 46  |

| Diagram | temperaturer i °C • månadsnederbörd i mm | temperaturer i °C • månadsnederbörd i mm | temperaturer i °C • månadsnederbörd i mm | temperaturer i °C • månadsnederbörd i mm | temperaturer i °C • månadsnederbörd i mm | temperaturer i °C • månadsnederbörd i mm | temperaturer i °C • månadsnederbörd i mm | temperaturer i °C • månadsnederbörd i mm | temperaturer i °C • månadsnederbörd i mm | temperaturer i °C • månadsnederbörd i mm | temperaturer i °C • månadsnederbörd i mm | temperaturer i °C • månadsnederbörd i mm |
|         | 38 2 -4                                  | 28 3 -5                                  | 30 6 -3                                  | 32 12 0                                  | 35 17 4                                  | 41 21 8                                  | 58 23 10                                 | 64 22 10                                 | 64 17 6                                  | 52 11 2                                  | 53 5 -1                                  | 46 2 -4                                  |

## Stadsbild

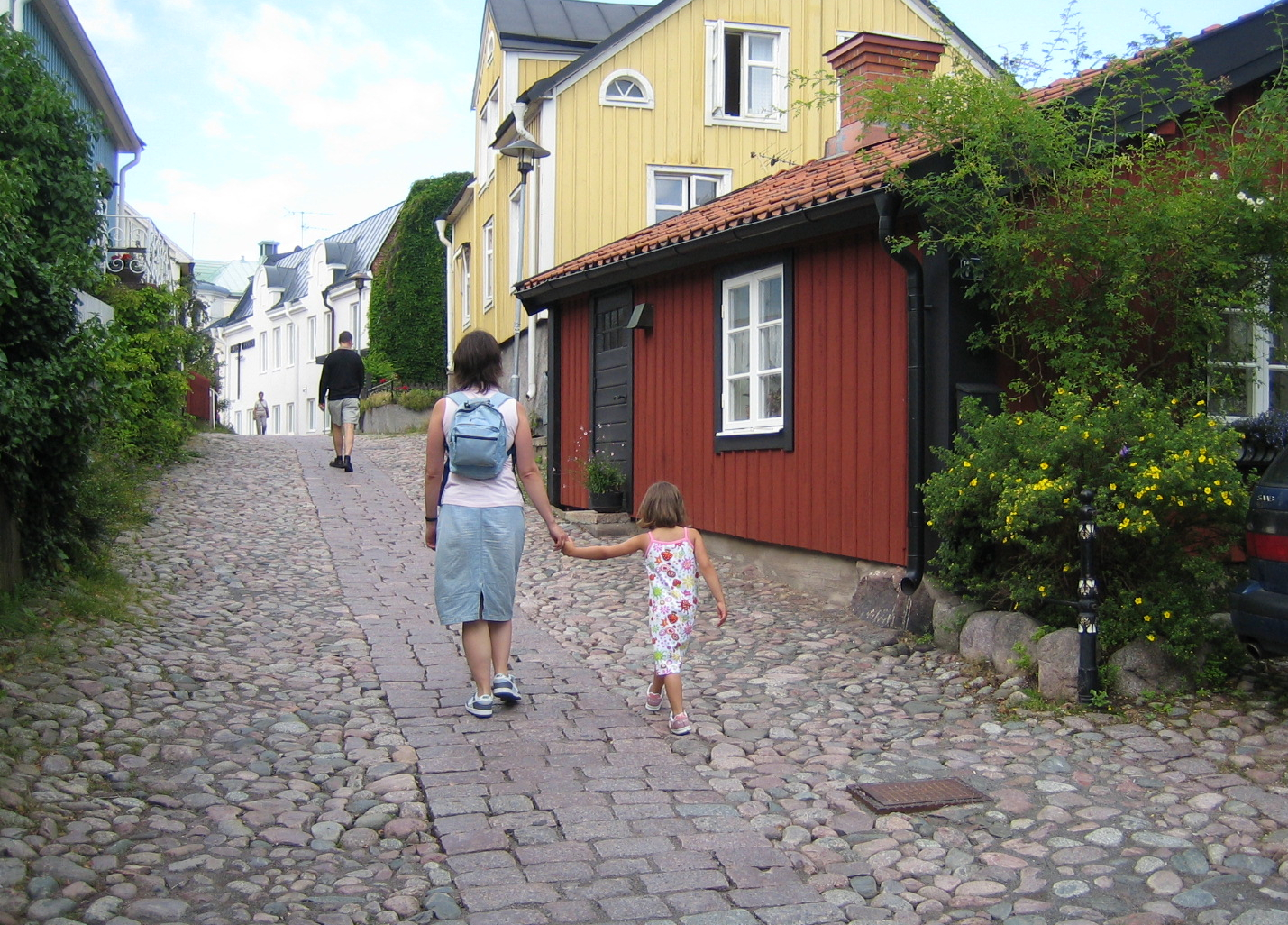
Besvärsgatan i de gamla kvarteren Besväret och Fnyket.

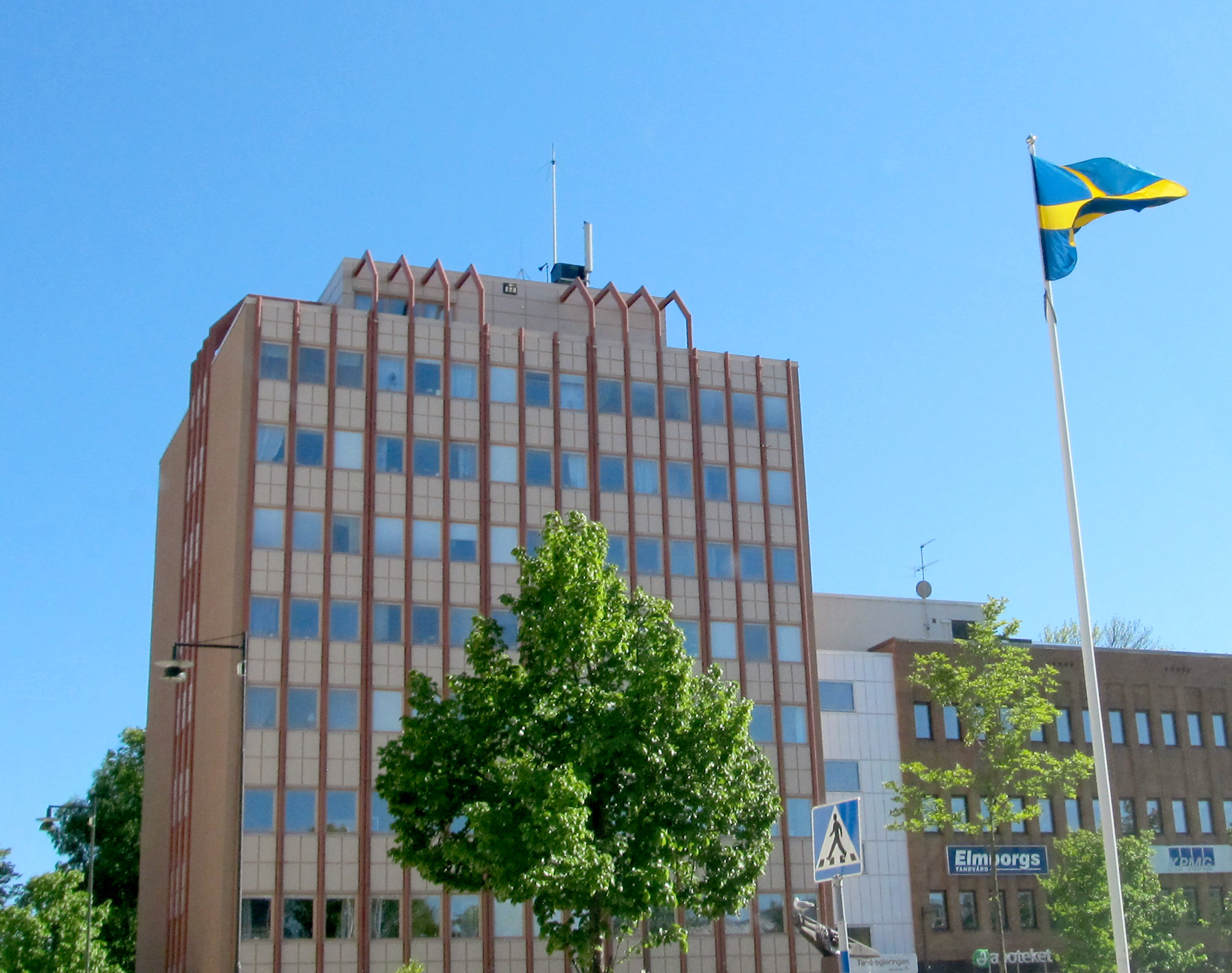
Affärs- och bostadsbyggnad på Stora torget.

### Allmänt

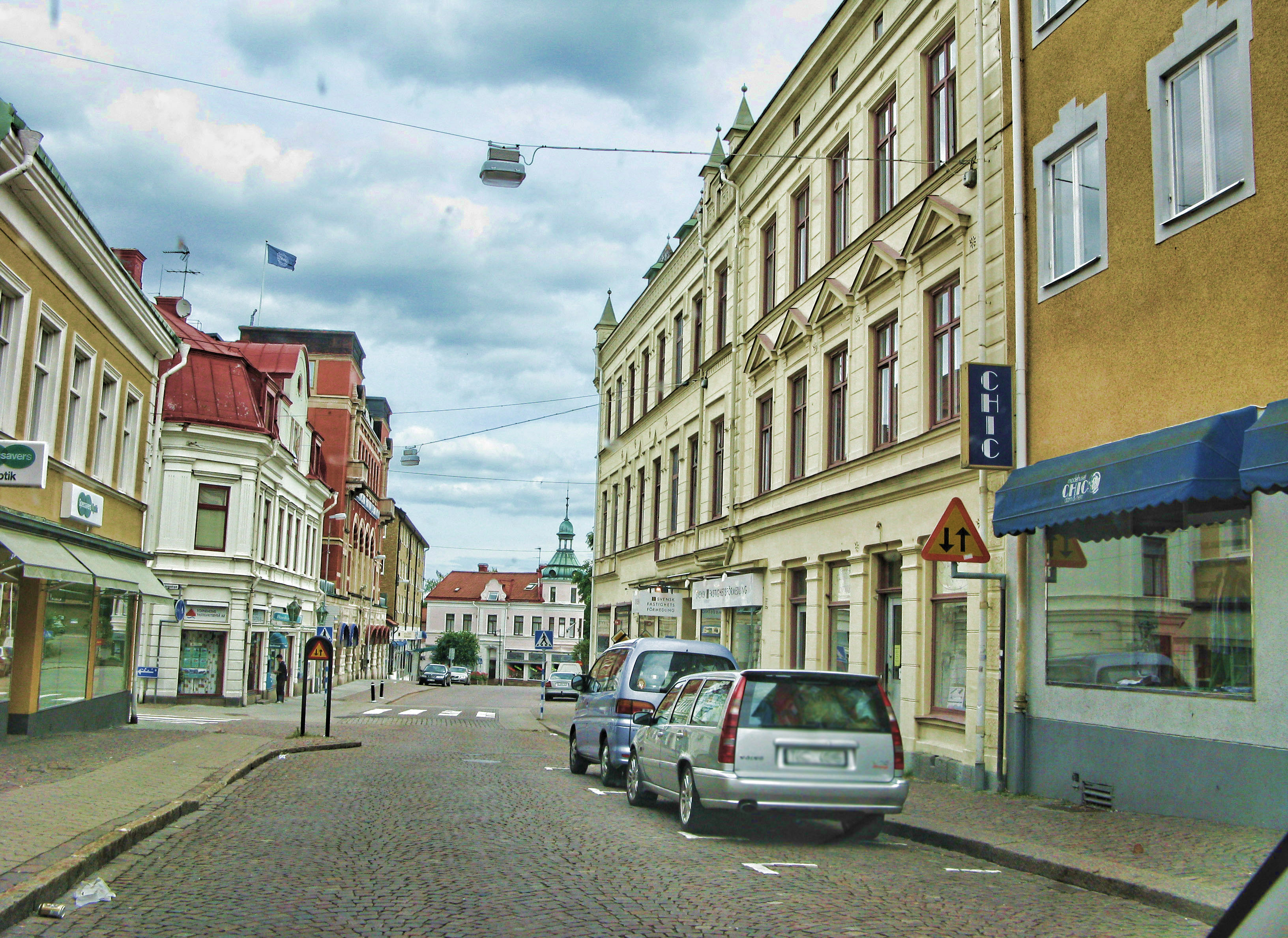
Köpmangatan i riktning mot Lilla torget.

Så gott som hela stadskärnans område byggdes under slutet av 1800-talet sedan järnvägen till Hultsfred och Nässjö byggts till staden 1874. Därefter inleddes en stark tillväxtperiod när hamnen fick en viktig betydelse för att föra ut varor från inlandet. Oskarshamns hamn ger med sitt centrala läge en närhet till sjöfarten och hamnverksamheten som många andra kuststäder saknar. Staden byggdes på en klippa med hamnen långt nedanför staden. De högt belägna kvarteren närmast hamnen, det så kallade Besväret och Fnyket, bebyggdes med små trähus som idag är kulturminnesmärkta och populära med sina smala gator som ibland slutar i branta trappor ned mot hamnområdet, som till exempel på Besvärsgatan.
Annars märks inte hamnen av så mycket i stadslivet. Stadens kommersiella centrum ligger i en rektangel kring Stora torget, Lilla Torget, Köpmangatan och Flanaden som är en inglasad galleria. I juni 1881 drabbades Oskarshamn av en större brand som ödelade stora delar av den träbebyggelse som tidigare fanns i staden. Under återuppbyggnaden passade man på att bredda gator och torg. Staden var i ett läge av kraftigt ekonomiskt uppsving och påkostade tornprydda stenhusbyggnader i oskariansk stil uppfördes i stadskärnan. I Oskarshamn finner man även de typiska 1960-talshus som brukar flankera svenska innerstadstorg och gator men den gamla stenhusbebyggelsen är något sånär välbevarad jämfört med många andra städer. I stadsparken finns Oskarshamns stadskyrka uppförd 1876.
De flesta turister som åker till Oskarshamn gör det dock inte för att se på staden utan för att ta färjan till Gotland. På grund av höjdskillnaderna mellan övriga centrum och hamnen ligger hamnen för sig själv i förhållande till övriga staden, vilket ger ett effektfullt intryck för den som åker med Gotlandsfärjorna. På somrarna går även båtar till den från Oskarshamns hamn synliga ön och nationalparken Blå Jungfrun. I nära anslutning till hamnområdet och Gotlandsterminalen ligger Oskarshamns järnvägsstation uppförd 1906.

### Torg
Stora torget respektive Lilla torget är stadens två dominerande torg. 
Lilla torget var stadens ursprungliga torg med saluplats, därav ursprungsnamnet Salutorget. Efter den stora branden 1881 breddades torget och påkostade stenhusbyggnader i dåtidens moderna stil uppfördes i stället för den gamla trähusbebyggelsen. Bland byggnader som finns kvar än idag märks det Ideströmska huset (uppfört 1884), Lundströmska huset (år 1901) och Smålandsbankens byggnad (uppförd 1904), idag inrymmande Svenska Handelsbanken.
Stora torget hette till en början Nya torget. Det började anläggas år 1869 för att råda bot på den dåvarande arbetslösheten. Mycket sprängningsarbeten krävdes i den ursprungligt bergiga och kuperade terrängen. Torget dekorerades med gräsmattor, parkträd och buskar. Det ännu existerande frimurarhuset tillkom 1880. År 1887 uppfördes Hotell Kung Oscar, en byggnad som revs 1962. 1904 uppfördes Smålandsbankens byggnad vid Stora torget (huset som idag inrymmer Hotell Post). Sedan dess har bland annat en modernare åttavåningsbyggnad tillkommit i torgets södra del.  

### Stadsdelar
Förutom centrum består Oskarshamns tätort bland annat av följande stadsdelar: Gröndal, Kolberga, Kristineberg, Mysingsö, Salvtik, Orrängen, Rödsle, Norrtorn och Södertorn.

## Ekonomi och infrastruktur

### Näringsliv

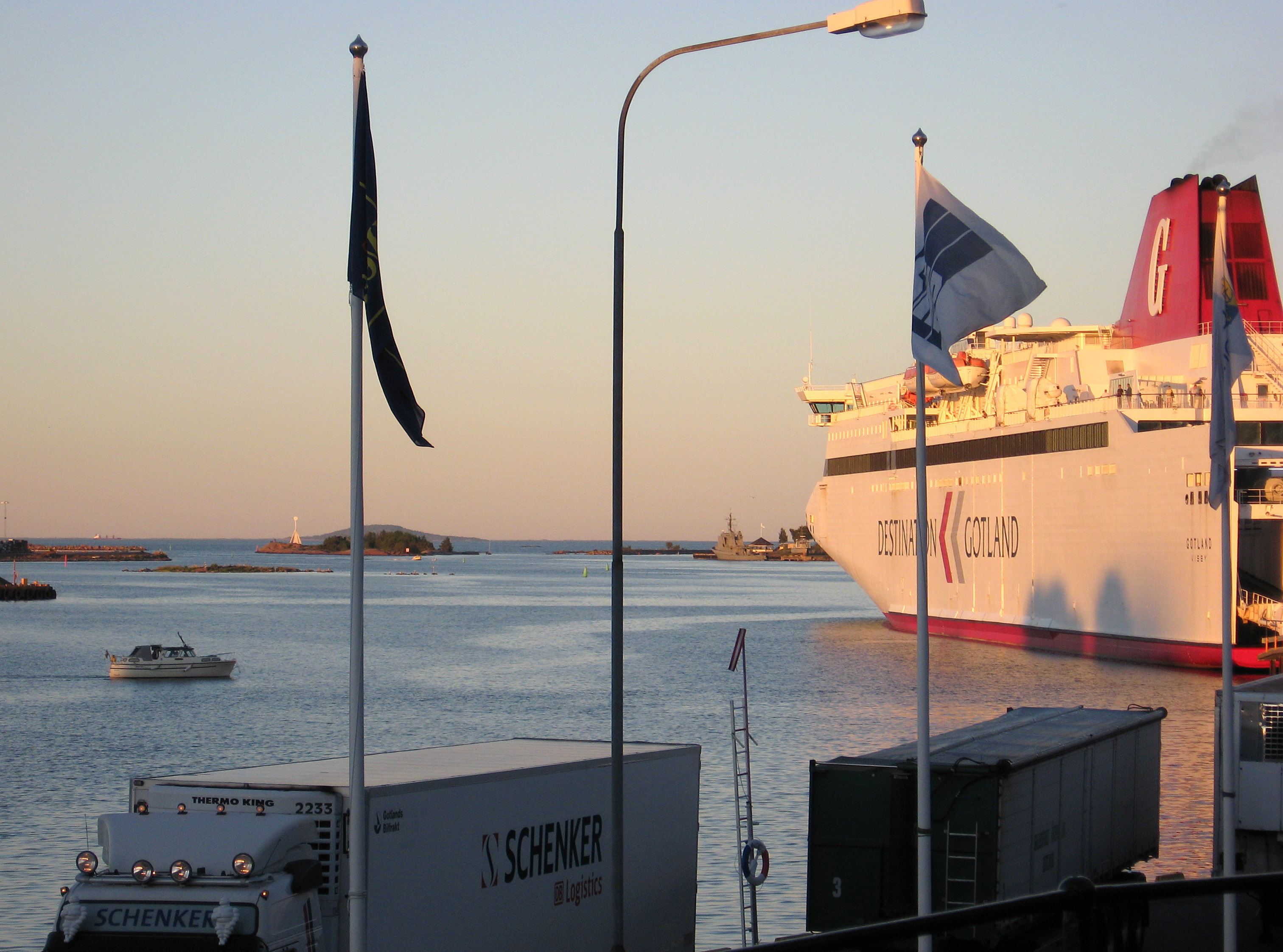
Från Oskarshamn går färjor till Visby på Gotland och till Byxelkrok på norra Öland. Man kan även åka turbåt till nationalparken Blå Jungfrun vilken kan skönjas vid horisonten på denna bild.

Oskarshamn är en viktig hamnstad med bland annat färjetrafik till Visby på Gotland och Byxelkrok på Öland. Oskarshamns hamn har även omfattande godstrafik både nationellt och internationellt. Staden har även stor mekanisk industri. Bland de större industrierna kan nämnas Scania, kärnkraftverket OKG, SAFT Nife AB (batteritillverkning) och Liljeholmens Stearinfabriks AB. Liljeholmens, som grundats i Stockholm på 1830-talet etablerades i Oskarshamn 1970. Idag är Oskarshamnsfabriken världens största fabrik specialiserad på tillverkning av stearinljus och det produceras idag mer än 11 000 ton ljus per år. Vidare finns en omfattande verkstadsindustri i såväl Oskarshamn som i yttertätorterna.
Kärnkraften har i modern tid haft stor betydelse för Oskarshamns arbetsmarknad och näringsliv. Det finns tre reaktorer vid Oskarshamns kärnkraftverk. Den första reaktorn invigdes 1972 medan den nyaste reaktorn invigdes 1985.
Varvsverksamheten har annars historiskt dominerat Oskarshamns näringsliv. Flera skeppsvarv var verksamma samtidigt i staden under 1800-talet och början av 1900-talet. År 1863 bildades Oskarshamns Mekaniska Verkstad som senare blev Oskarshamns varv. I början av 1960-talet hade Oskarshamns varv cirka 1 450 anställda. Varvskrisen drabbade dock Oskarshamn hårt liksom övriga svenska varv. Verksamheten är dock fortfarande igång och drivs numera under namnet Oskarshamnsvarvet Sweden AB. Man sysslar bland annat med reparationer och ombyggnader av fartyg samt legoarbeten.
Jungnerverken var ett fabriksområde som låg vid hamnen, den svenske uppfinnaren och ingenjören Waldemar Jungner startade det runt år 1905. Jungnerverken tillverkade batterier och under en period byggdes 46 svenska stridsvagn m/37 där.

### Kommunikationer

#### Färjelinjer
Sammanlagt tre färjelinjer trafikerar Oskarshamn:
- Oskarshamn–Visby.[34]År 1875 upprättades, i regi av postverket, den första ångbåtsförbindelsen mellan Oskarshamn och Visby. Idag trafikeras linjen av Destination Gotlands höghastighetsfärjor med 1–3 avgångar dagligen beroende på årstid. Omkring 440 000 passagerare reser årligen med färjorna. Gotlandsterminalen ligger i den inre hamnen.

- Oskarshamn–Öland (Byxelkrok) Sommartid trafikeras Öland av bilfärjan m/s Solsund.[35]

- Oskarshamn–Blå Jungfrun[36] M/S Solkust kör sommartid besökare till nationalparken Blå Jungfrun. Klippön är belägen cirka tio sjömil utanför Oskarshamn. Båten gör även turer i Oskarshamns skärgård.

#### Järnväg
Oskarshamn är den ena ändpunkten för den järnväg som ursprungligen kallades Nässjö–Oskarshamns Järnväg.  Den bandelen som finns kvar är Oskarshamn–Berga som är en del av Stångådalsbanan (Linköping–Kalmar) och trafikerades med persontåg fram till 2019 då resenärsantalet var för lågt och inte lönsamt. Banan trafikeras nu endast av godståg av typen TD-lok från AB Green Cargo.

#### Övrigt
Oskarshamns flygplats, Virkvarn (nedlagd sedan 27 juni 2014), ligger cirka 12 km norr om Oskarshamn.

### Utbildning
Norra folkskolan, Kristinebergsskolan och Vallhallaskolan hör till Oskarshamns mer centralt belägna grundskolor, medan Rödsleskolan ligger mer avlägset. Stadens gymnasium heter Oscarsgymnasiet. Gymnasiet har drygt 1000 elever och erbjuder 12 nationella gymnasieprogram. Man kan även läsa hockey- eller fotbollsprofil på vissa av programmen. Gymnasiets lokaler inrymmer även cirka 300 komvux-studenter. I näringslivets regi finns utbildningscentret Etec som tillhandahåller utbildning inom området elteknik och automation på gymnasial- och eftergymnasial nivå. Oskarshamns folkhögskola grundades 1958 av Svenska kyrkan. Kyrkomusikerutbildningen, musiklinjen, Svenska kyrkans grundkurs och allmän bildkurs är några av de utbildningar som finns på skolan.
För eftergymnasial utbildning finns Nova. Där bedrivs högskoleutbildningar på distans, yrkeshögskoleutbildningar, forskning och utveckling samt affärsutveckling.

### Bankväsende
Oskarshamns sparbank grundades 1839, men ombildades som Oskarshamns folkbank år 1893 som en följd av den nya sparbankslagen. En ny sparbank, även den kallad Oskarshamns sparbank, grundades 1894. Den uppgick år 1983 i Sparbanken Kronan som senare blev en del av Swedbank.
Oskarshamn hade en filialbank, Oskarshamns filialbank, som bildades år 1862 och upphörde den 1 november 1872. Både Smålands enskilda bank och Kalmar enskilda bank hade varsitt kontor i Vimmerby åtminstone från 1860-talet. Den 15 februari 1877 grundades Oskarshamns enskilda bank, som upphörde den 1 november 1889. Dess rörelse övertogs av Smålands enskilda bank, som samtidigt kom överens med Kalmarbanken om att den senare skulle dra in sitt kontor i Oskarshamn. Oskarshamns folkbank ombildades år 1900 till ett bankaktiebolag under samma namn. År 1906 uppgick Oskarshamns folkbank i Bankaktiebolaget Södra Sverige. År 1917 öppnade Sydsvenska kreditaktiebolaget ett kontor i Oskarshamn. Södra Sverige uppgick kort därefter i Svenska Handelsbanken. Sydsvenska banken drog in sitt kontor år 1925. Senare under 1900-talet öppnade Skandinaviska banken kontor i Oskarshamn.
Nordea lade ner sitt kontor i Oskarshamn den 23 juni 2016. Därefter finns Swedbank, Handelsbanken och Länsförsäkringar kvar på orten.

## Kultur och nöjesliv

### Massmedier
Morgontidningen Barometern Oskarshamns-Tidningen ges ut i Oskarshamn. Den är en sexdagarstidning som utkommer måndag till lördag. Oskarshamns-Nytt.se är en webbtidning som publicerar nyheter dagligen.

### Museer och utställningar

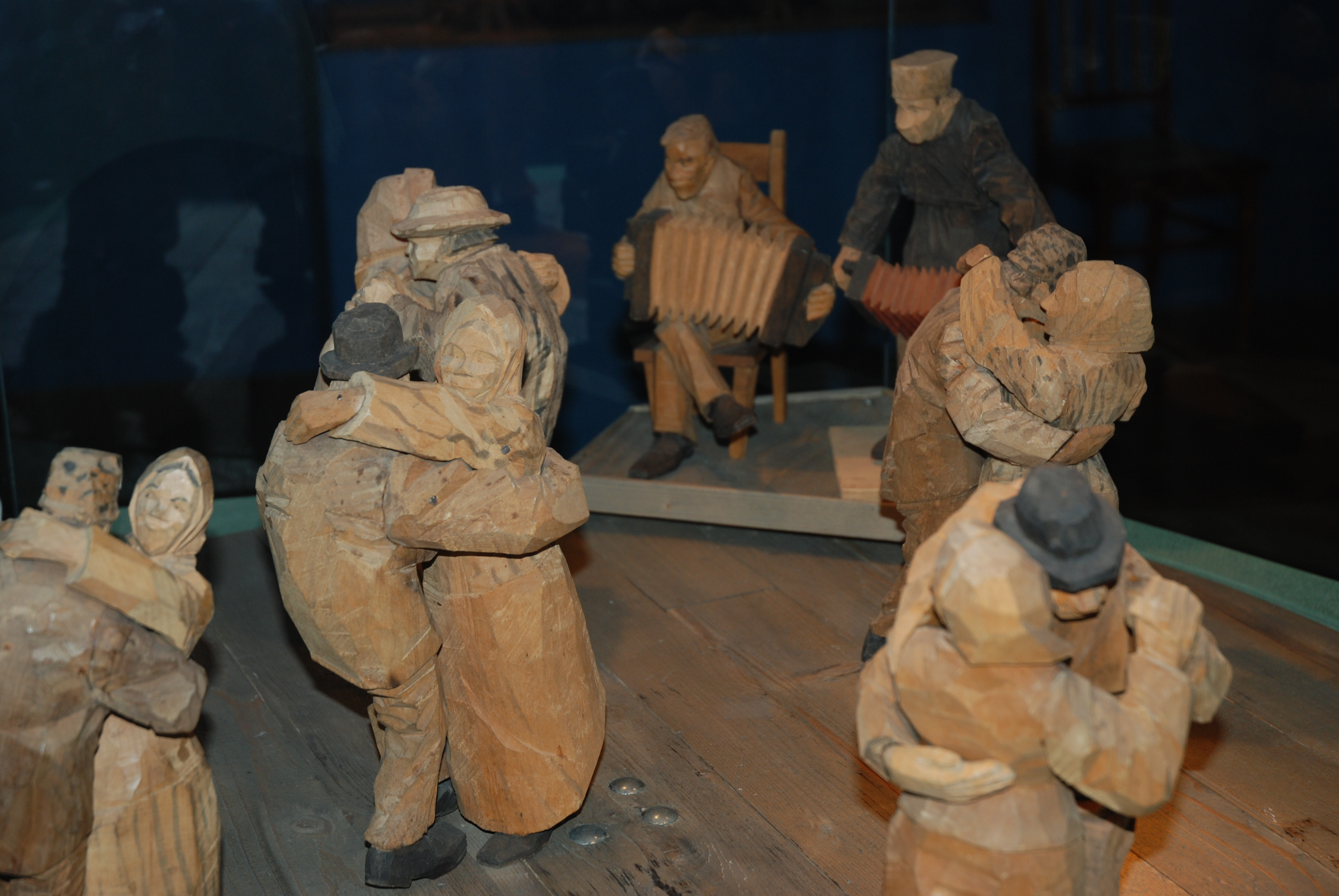
På dansbanan av Döderhultarn.

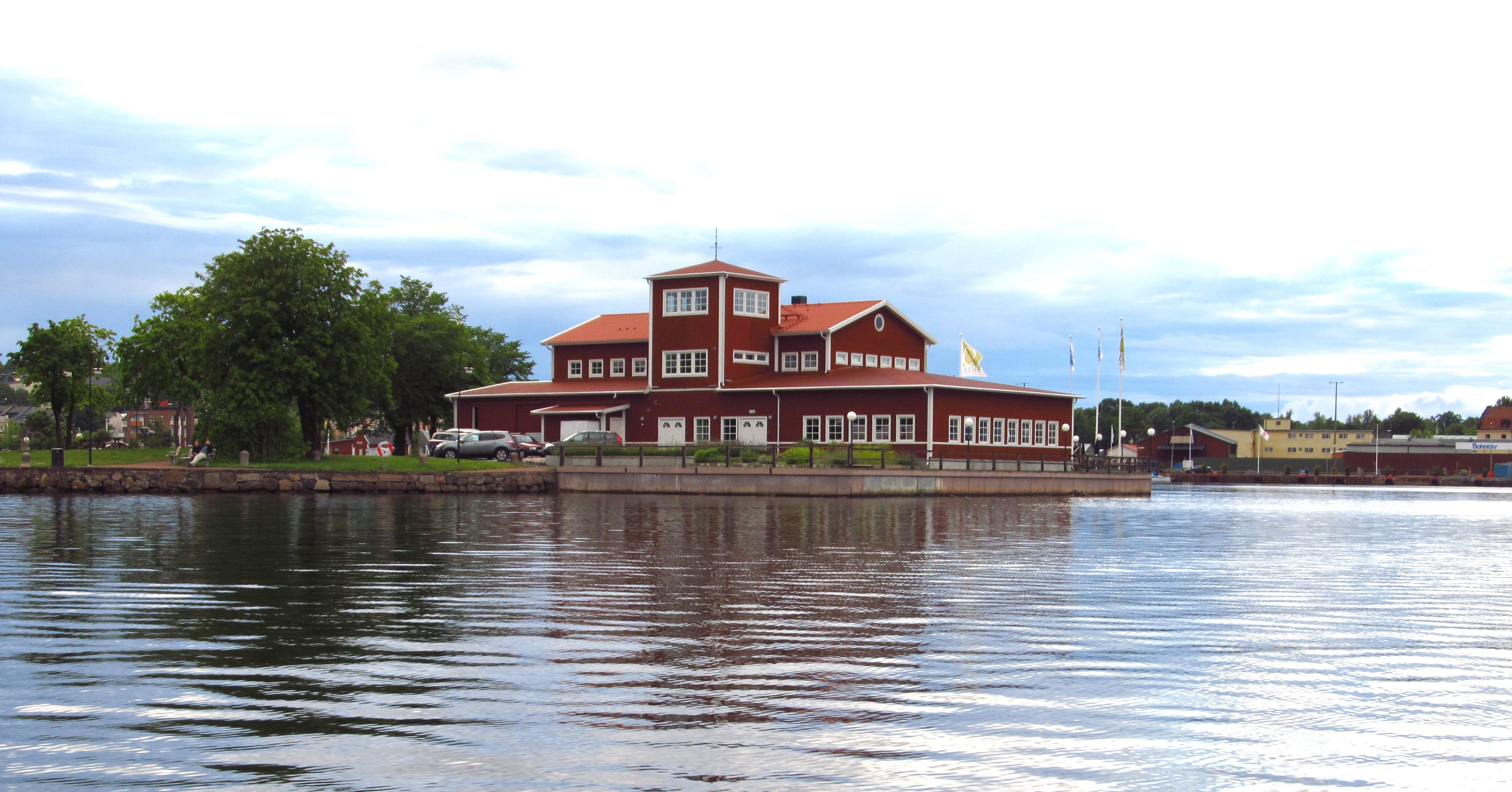
Restaurang Badholmen.

Från Oskarshamn kommer konstnären Döderhultarn och här finns hans museum Döderhultarmuseet, med över 200 av hans träskulpturer. Museet grundades redan 1911 och 1976 flyttade man in i kulturhusets lokaler, där museet är beläget än i dag. I samma byggnad finns även Sjöfartsmuseet i Oskarshamn. Döderhultarns ateljé finns fortfarande kvar på Garvaregatan 9 och drivs av Hembygdsföreningen Oskarshamn-Döderhult, som håller den öppen för visning under sommarmånaderna. Övriga museer i Oskarshamn är Båt- och maskinmuseum, Museifartyget Nalle, Oskarshamns grafiska museum, Biologiska museet samt museet på Fredriksbergs herrgård där en gustaviansk herrgårdsmiljö visas upp. I Kulturhuset hålls regelbundet konst- och fotografiutställningar.

### Restauranger & caféer
Restaurangerna i Oskarshamn ligger kring Stora och Lilla torget och ned längs Hamngatan och i hamnområdet. I hamnområdet finns restauranger vid Skeppsbron, på Brädholmen och på Badholmen. Nilsson konditori som ligger i den centrala delen är ett prisbelönat konditori bland annat utsett till Sveriges bästa 1999. Anders Oskarsson, delägare och chefskonditor, är medlem och chefskonditor i det svenska kocklandslaget.

### Evenemang
Årligen återkommande evenemang i Oskarshamn är bland andra Latitud 57, Tolvskillingsmarken, Kulturnatten och Parkfestivalen.
Latitud 57 är en sommarfestival där flera av Sveriges mest kända artister brukar uppträda. Evenemanget äger rum på Brädholmen nere i hamnområdet och sammanföll tidigare med båttävlingen Oskarshamn Offshore Race. På Lilla Torget anordnas varje sommar arrangemanget Sommartorget. Två kvällar i veckan anordnas underhållningen och är öppen för alla. En av dagarna är riktad mot barn och familj och en är musikunderhållning riktad mot de vuxna.
Kulturnatten äger rum varje år i november och innehåller bland annat ljusshower och musikuppträdanden.
Parkfestivalen är en musikfestival som arrangeras i augusti på Badholmen av den ideella föreningen Roqueclub. Tidigare arrangerades festivalen i stadsparken, därav dess namn.

### Övrigt
I Oskarshamn finns även en framgångsrik kammarorkester vid namn Camerata Nordica. De har framträtt både i Sverige och utomlands med flera turnéer runt om i världen. Även hovläkaren och författaren Axel Munthe, som bland annat skrivit en av de mest framgångsrika svenska böckerna genom tiderna, Boken om San Michele, kommer från Oskarshamn. 2012 uppfördes en staty i brons till minne av Axel Munthe. Statyn är placerad framför den byggnad på Kungsgatan i Oskarshamn där han föddes 1857.
Oskarshamns Folkhögskola hade i över 30 år en konsthantverkslinje som betytt mycket för stadens konstliv, denna lades dock ned våren 2008 under stora interna protester.
I samband med premiären av den animerade filmen Simpsons utsågs Oskarshamn som Sveriges motsvarighet till Springfield, familjen Simpsons hemstad.
2018 spelades TV-serien Eagles in Oskarshamn. Serien hade premiär den 9 mars 2019 på SVT Play.
2025 lanserades en grafisk profil för platsvarumärket Oskarshamn. I samband med detta lanserades även hemsidan oskarshamn.com

### Sport

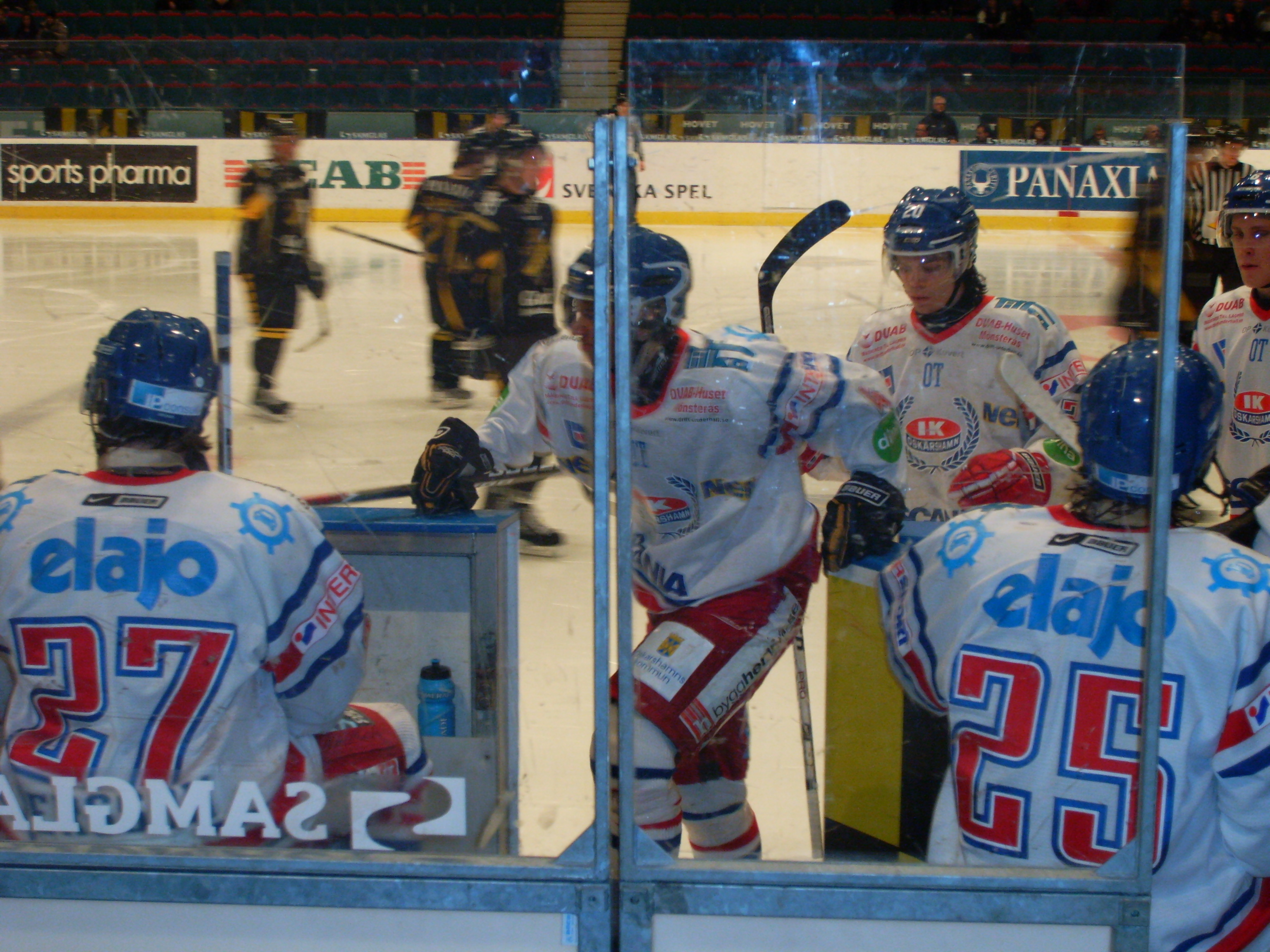
Spelare i IK Oskarshamn.

Oskarshamn har en multisportanläggning, Arena Oskarshamn. Den del där ishockeyn håller till har namnet Be-Ge Hockey Center, som är belägen på Döderhultsvägen 5. Den är hemmaarena för ishockeylaget IK Oskarshamn med kapacitet för 3 275 besökare. I samma anläggning finns en simhall med en 25-meters mästerskapsbassäng och äventyrsbad med vattenrutschbanor, varmvattenbassäng och relaxavdelning.
I anslutning till multisportanläggningen finns en ny konstfrusen bandybana med allsvenska mått. Den är hemmaarena för Oskarshamns BS sedan två av kommunens bandyklubbar gick samman, IF Stjärnan, som ursprungligen kommer från Påskallavik och BK Bore från Fårbo. Laget har spelat i division 1.
IK Oskarshamn heter stadens ishockeylag. Inför säsongen 2019/2020 avancerade man till SHL efter att spelat i hockeyallsvenskan i över 20 säsonger.. Säsongen 2023/23 förlorade man kvalet för att stanna i SHL mot HV71 och klubben degraderades till hockeyallsvenskan. Föreningen grundades 1970 då de två ursprungliga klubbarnas ishockeysektioner Oskarshamns AIK och IFK Oskarshamn slogs samman.
I Oskarshamn finns en innebandyförening som heter Craftstaden IBK. Klubben tog åter steget upp i division 1 år 2012. Den grundades 1986 och hette då Oskarshamns IK men bytte 2006 namn.
Idrottsparken är en friidrottsarena med löparbanor och hoppgrop. Innanför löparbanorna finns en nyanlagd konstgräsplan som vintertid förvandlas till en konstfrusen isbana. Idrottsparken ägdes av IFK Oskarshamn och sköttes av den till mitten av 1900-talet då den såldes till kommunen.
Oskarshamn har också en skid- och orienteringsklubb grundat 1943; SOK Viljan. Klubben håller till i Hycklinge ca 7 km NV Oskarshamns centrum. Klubben anordnade 2024 [O-ringen]. Även SM i medeldistans 2009 och USM 2019 fick klubben ha huvudansvaret för.
Oskarshamns motorbåtklubb anordnar årligen ett offshorerace för motorbåtar i många olika klasser. Tävlingen har start och målgång i hamnen och brukar locka stora skaror av publik ned till hamnområdet. Sommaren 2011 var Oskarshamn platsen för världsmästerskapet i offshoreracing i klassen 3C. För övriga klasser hade tävlingen SM-status.
Oskarshamn har även ett flertal fotbollslag. Oskarshamns AIK spelar i division 1 södra . De övriga fotbollsklubbarna i Oskarshamn är IFK Oskarshamn (division 5) och  Rödsle BK som har ett damlag som spelar i division 2 Östra. 2009 hade Rödsle BK damer flest åskådare under hela svenska cupen. Antalet var 1 135 personer som såg matchen mellan Rödsle BK och Linköping FC.
I Oskarshamn finns även två rugbylag som varje år möts i en match, Valhalla och Krösa. Valhalla är spelare från Vallhallaskolan och Krösa är spelare från Kristinebergsskolan och Rödsleskolan. 
Oskarshamns Tennisklubb, grundad 1898, ligger centralt belägen i staden med totalt åtta tennisbanor.

## Sevärdheter

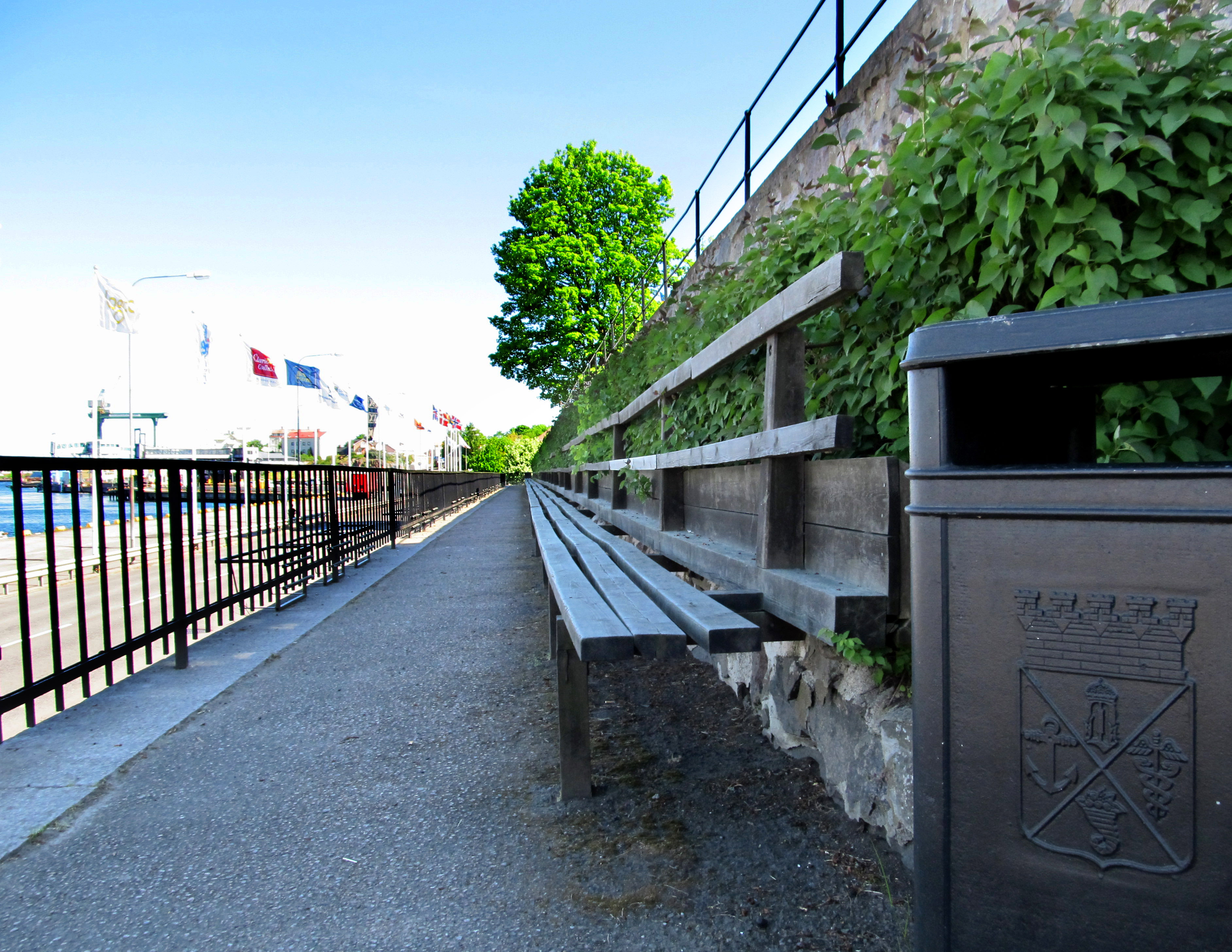
Långa soffan är 72 meter lång och byggdes med hamnkassans medel år 1867.

Fredriksbergs herrgård ligger strax utanför stadskärnan. Den är uppförd år 1784 och återställdes på 1950-talet i sin ursprungliga gustavianska stil. Herrgården ägs av Oskarshamns kommun och är öppen för allmänheten.
I hamnområdet finns Badholmen som är en ö mitt i Oskarshamns hamn. Holmens namn kommer av att där under 1800-talet fanns ett kallbadhus. Numera är det en välbesökt plats dit man söker sig för utsikten eller för att besöka restaurang och dansbana. Badholmen var även uppskjutningsplats för det nyårsfyrverkeri som Barometern-OT anordnade i hamnområdet fram till 2018.
I hamnområdet finns även Brädholmen som är en plats för uppträdanden och andra evenemang, bland annat Latitud57 och Hamnfestivalen. Vid Brädholmskajen ligger även Oskarshamns mest centrala gästhamn för fritidsbåtar, Cityhamnen. 
Stadsparken i Oskarshamn anlades under andra hälften av 1800-talet. Parken är förhållandevis stor och där finns förutom planteringar även diverse statyer och utsiktspunkter bland annat över hamnområdet. 
1867 tillkom Långa soffan som är en utsiktspunkt över hamnen. Den sägs med sina 72 meter vara Sveriges längsta parkbänk. Här sägs fiskarhustrurna ha suttit och väntat på att deras män skulle komma i land. Soffan är byggd på den så kallade Terrassen, belägen på en höjd över Skeppsbron på hamnens södra sida.
Besväret och Fnyket tillhör Oskarshamns äldst bevarade stadsdelar. Området är högt beläget mellan centrum och hamnen. Karaktäristiskt är de kullerstensbelagda, brant sluttande gatorna, kantade av trähusbebyggelse från 1800-talet.   
S/S Nalle är en bogserbåt förtöjd i inre hamnen. Fartyget byggdes år 1923 på Oskarshamns mekaniska verkstad för tjänstgöring i Oskarshamns hamn. Numera öppet som museifartyg för visningar och turer för allmänheten. I anslutning till S/S Nalle:s kajplats finns ett båt- och maskinmuseum som drivs av den lokala sjöfartsföreningen. Där visas bland annat mindre träbåtar byggda i trakten, samt en ångmaskin från 1912. Ångmaskinen har fram till 1985 suttit i det ännu verksamma fartyget M/S Gustafsberg VII.
Från hamnområdet går även båtar som trafikerar Oskarshamns skärgård.
Sommartid kan man göra besök i Oskarshamns norra vattentorn byggt 1913. Från toppen har man en panoramautsikt över staden och Östersjön.
Missionsbåten Shalom är Sveriges äldsta stålfartyg som fortfarande är i bruk. Fartyget byggdes 1896 och en ombyggnation gjordes 1986 för att bli ett seglande missionsfartyg. Fartyget har sin hemmahamn vid Brädholmen. Shalom betyder frid och fred och seglar under devisen bön, diesel och himmelska vindar.
Gunnarsö Semesterby och Havslätts Café & Camping är Oskarshamns två största allmänna badplatser.

## Bildgalleri

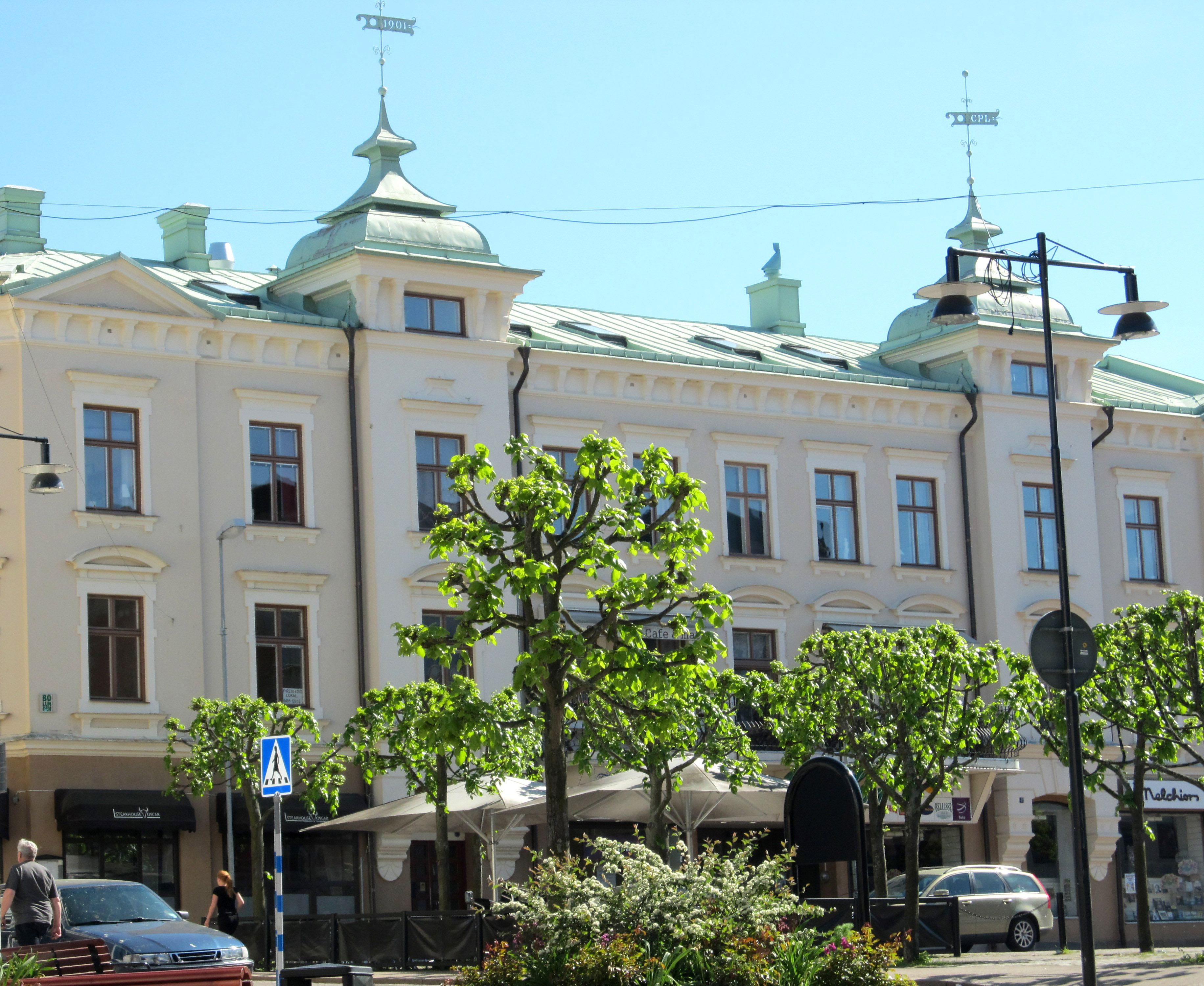
Lundströmska huset vid Lilla torget, byggt 1901.
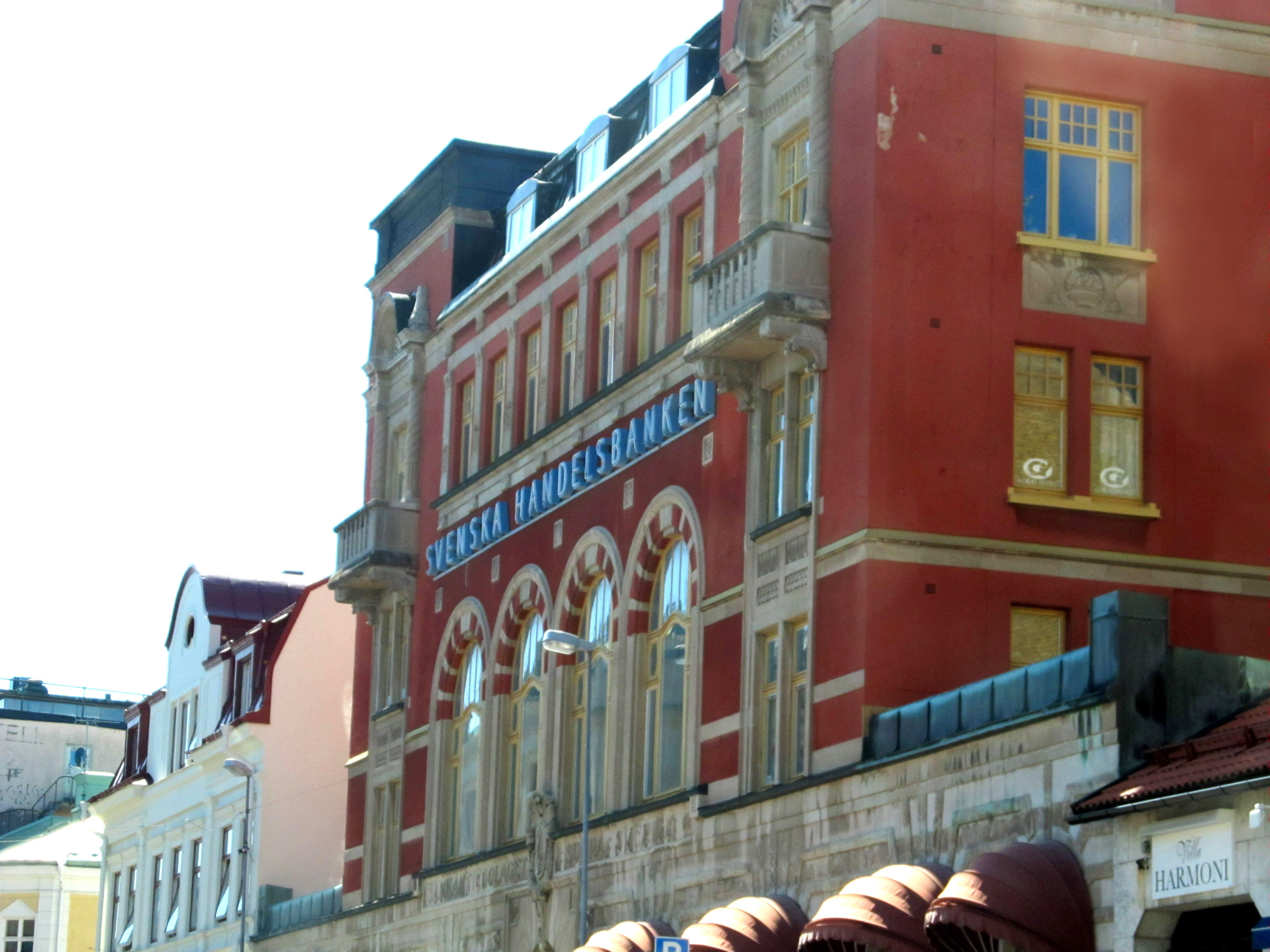
Svenska Handelsbankens byggnad vid Lilla torget.
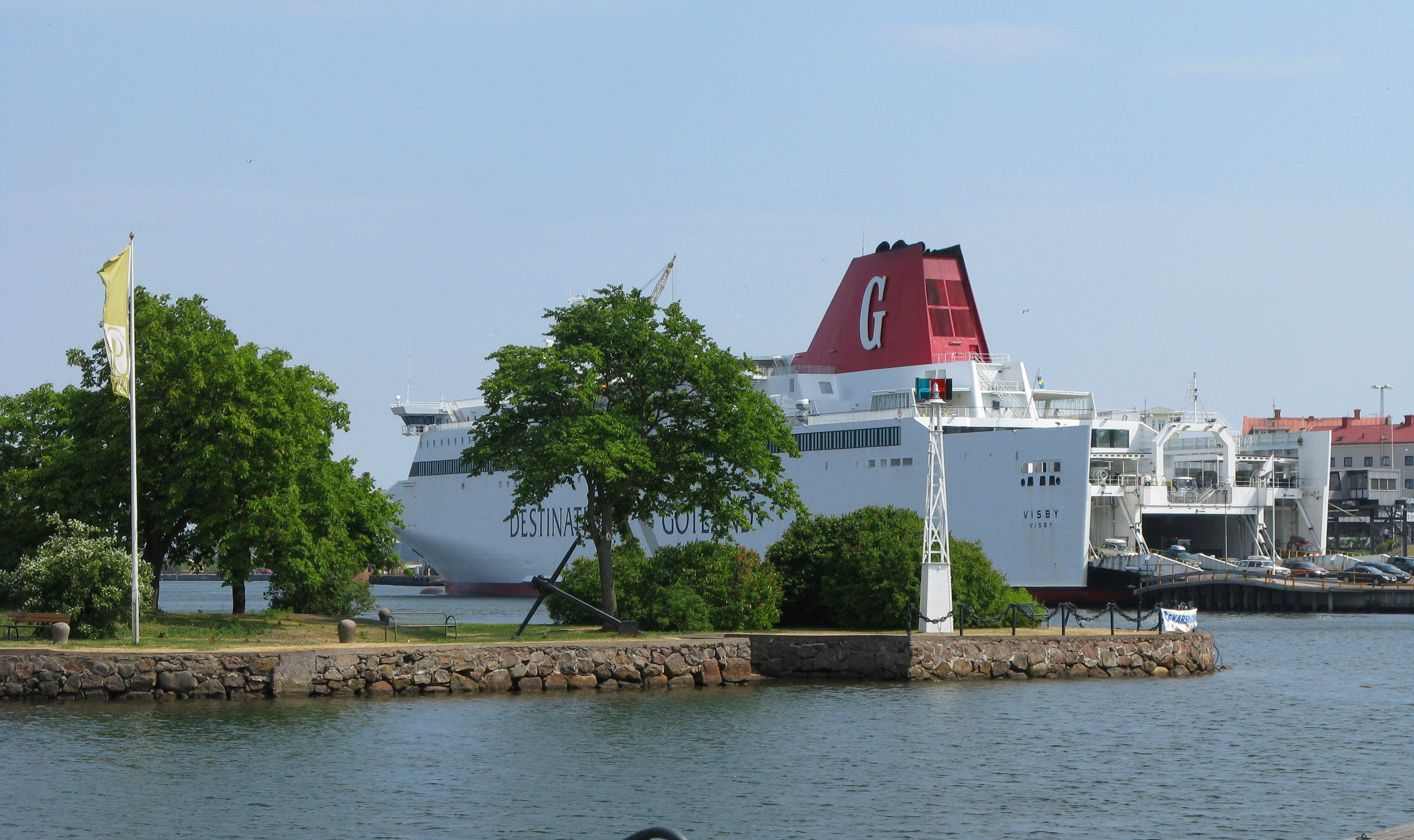
Badholmen med Gotlandsfärjan M/S Visby i bakgrunden.
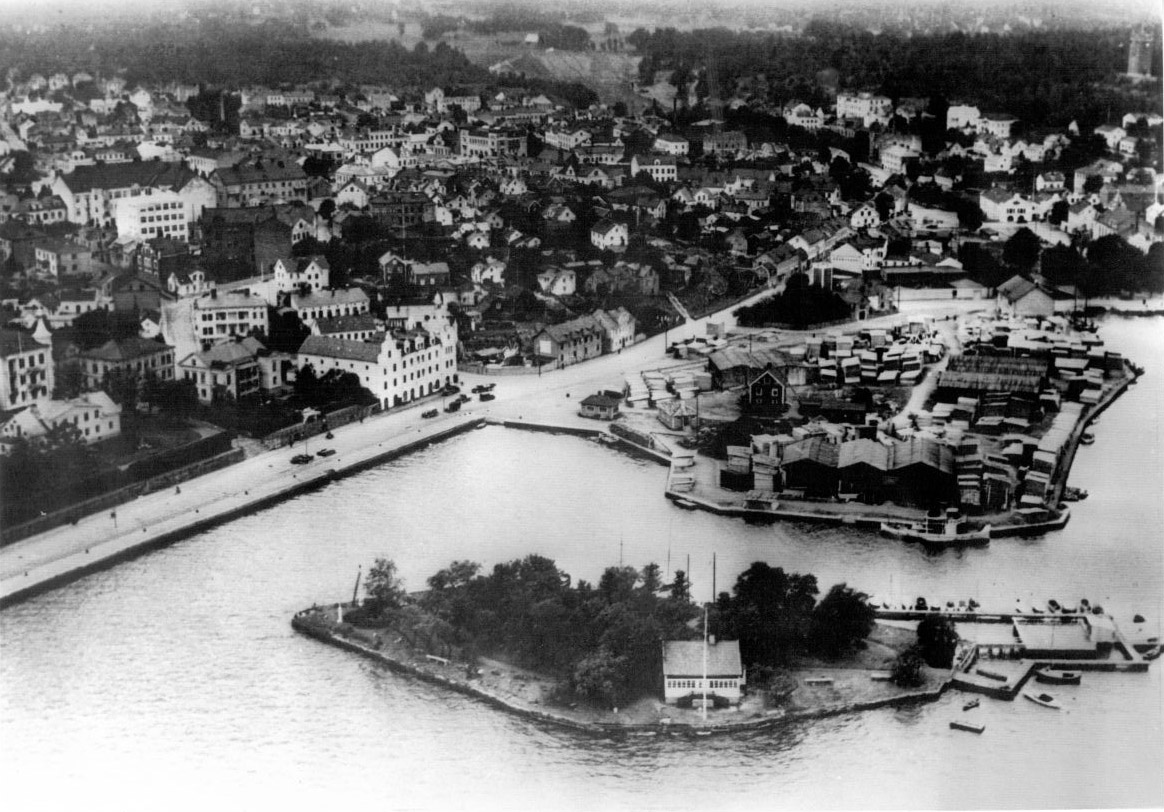
Flygfoto inre hamnen 1930-tal.
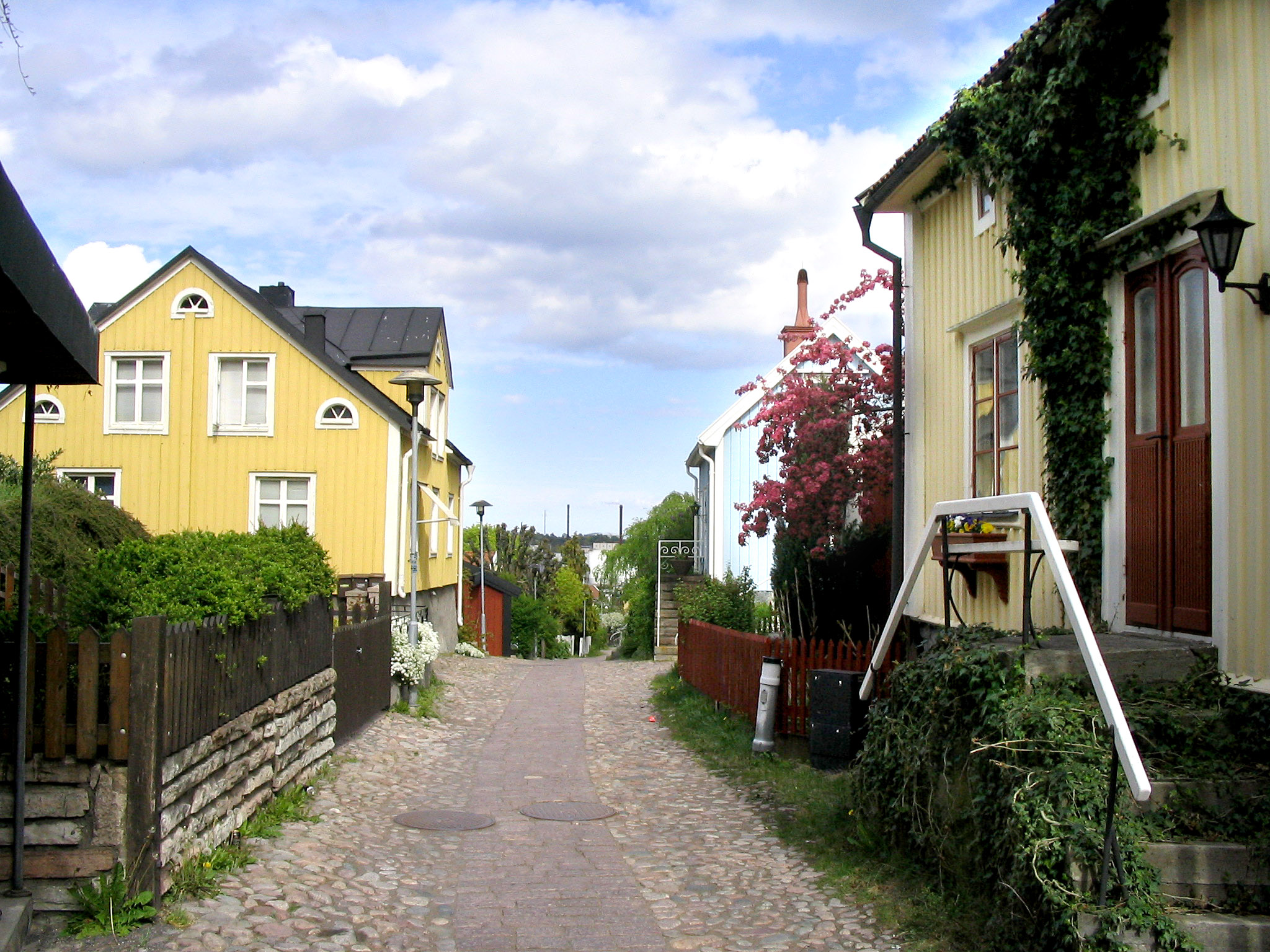
Besvärsgatan tillhörande de äldre stadsdelarna Besväret och Fnyket.
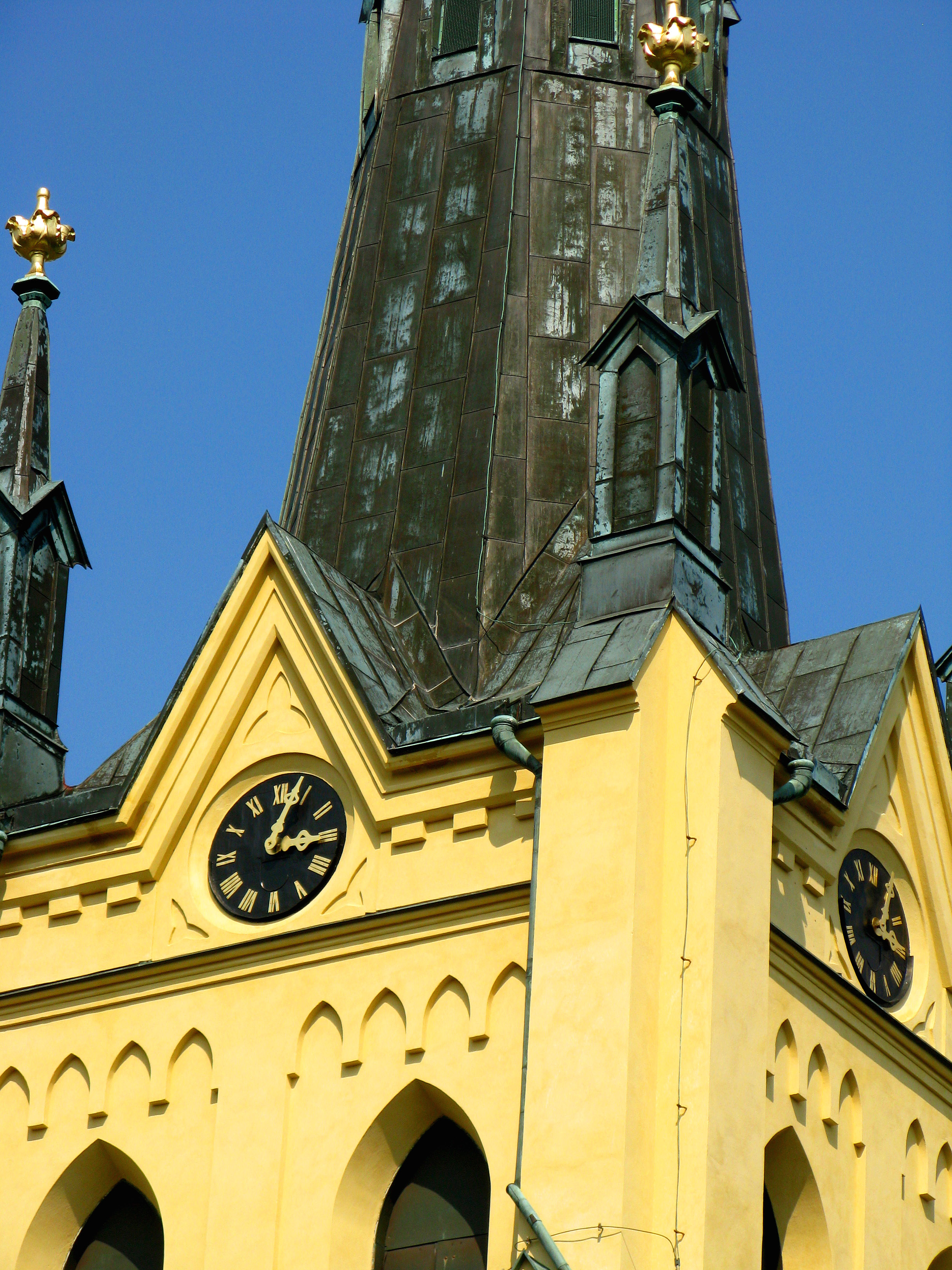
Stadskyrkan.
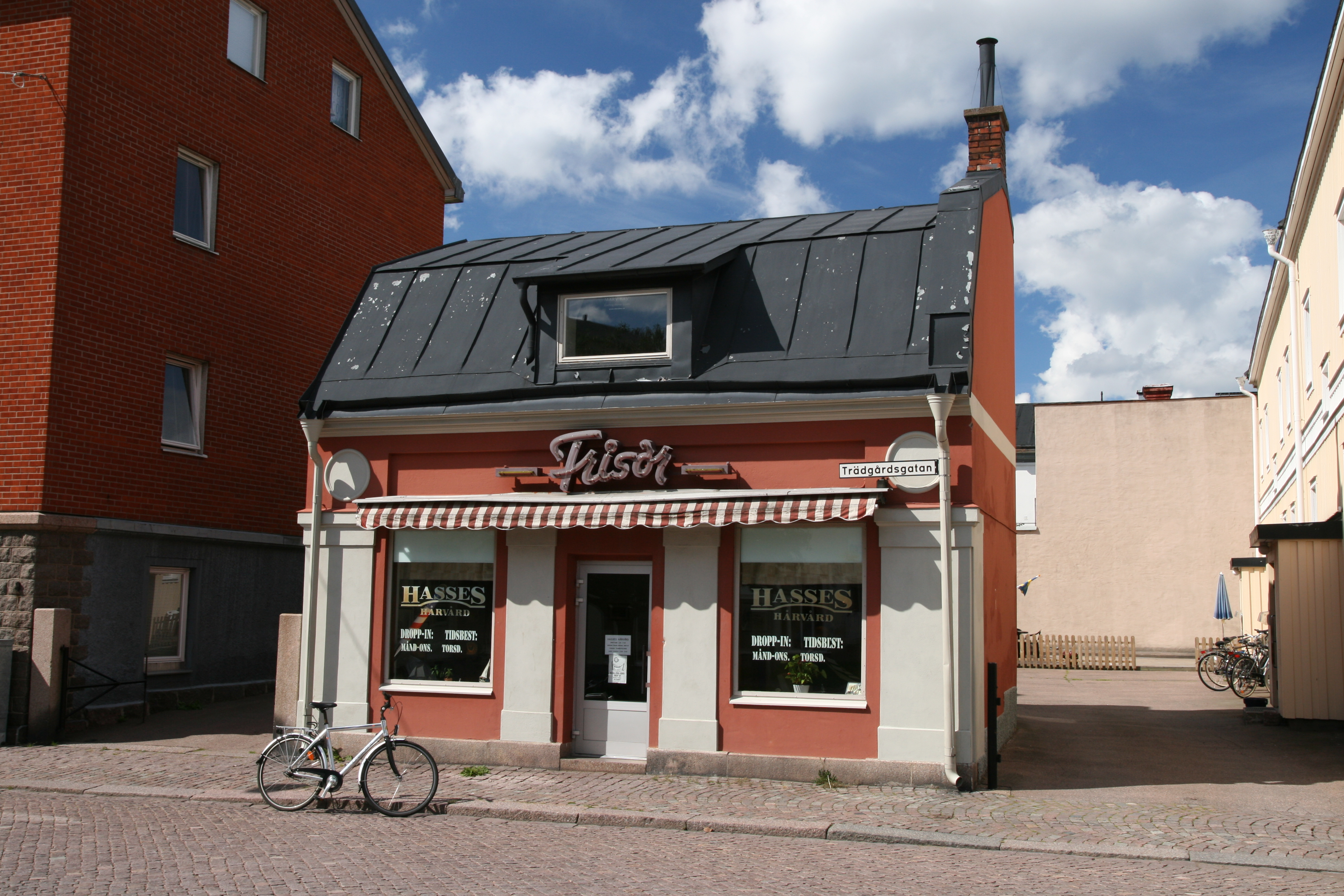
Frisersalong på Trädgårdsgatan.
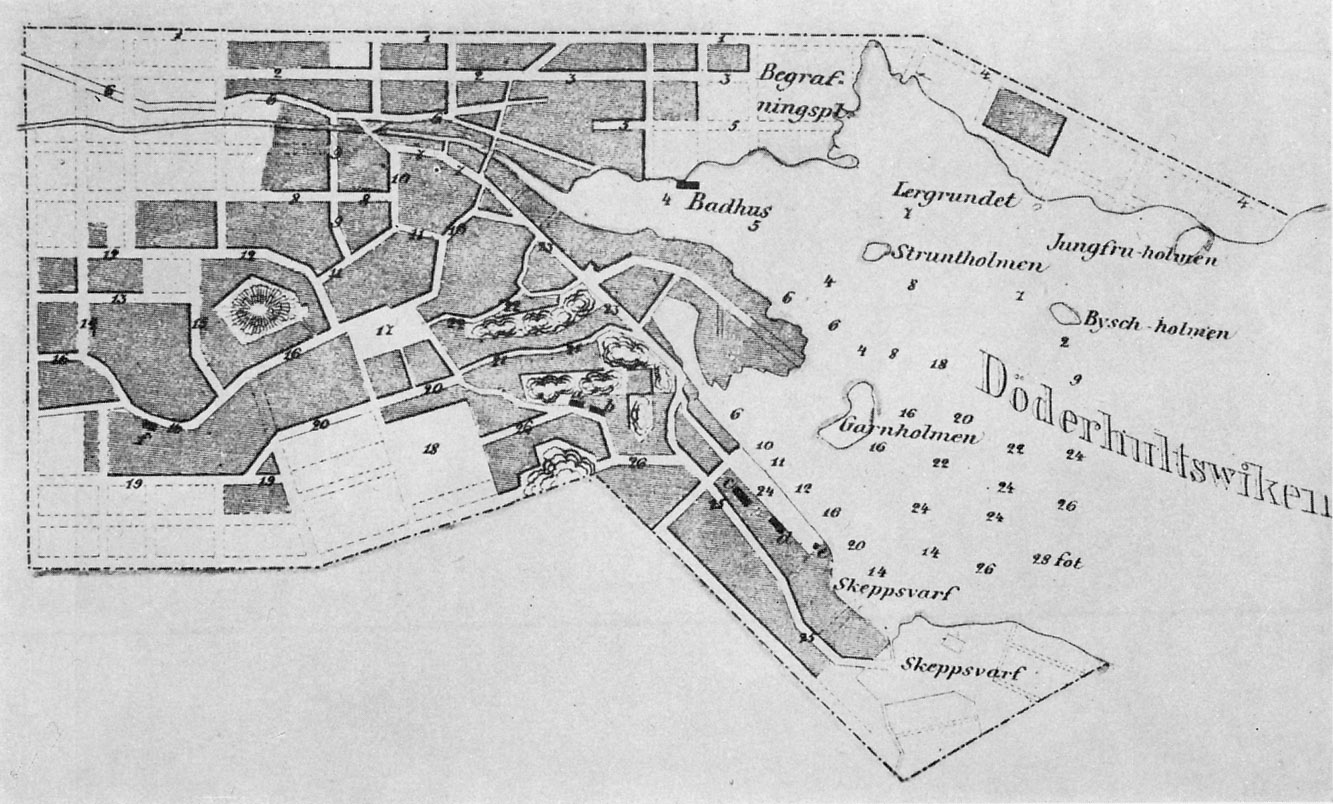
Karta över Oskarshamn från 1858, två år efter stadsbildandet.
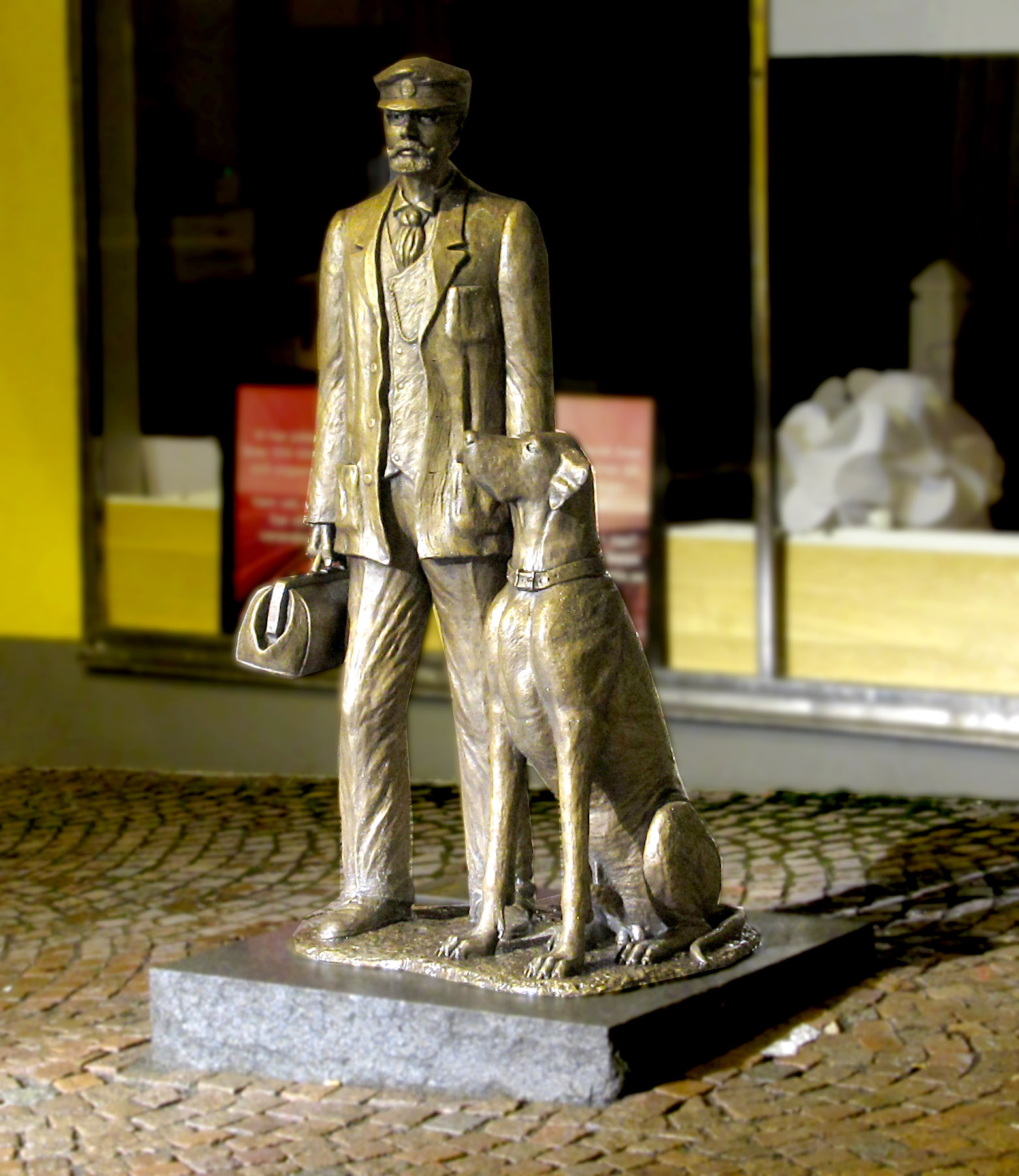
Staty över livmedikus Axel Munthe född i Oskarshamn 1857.
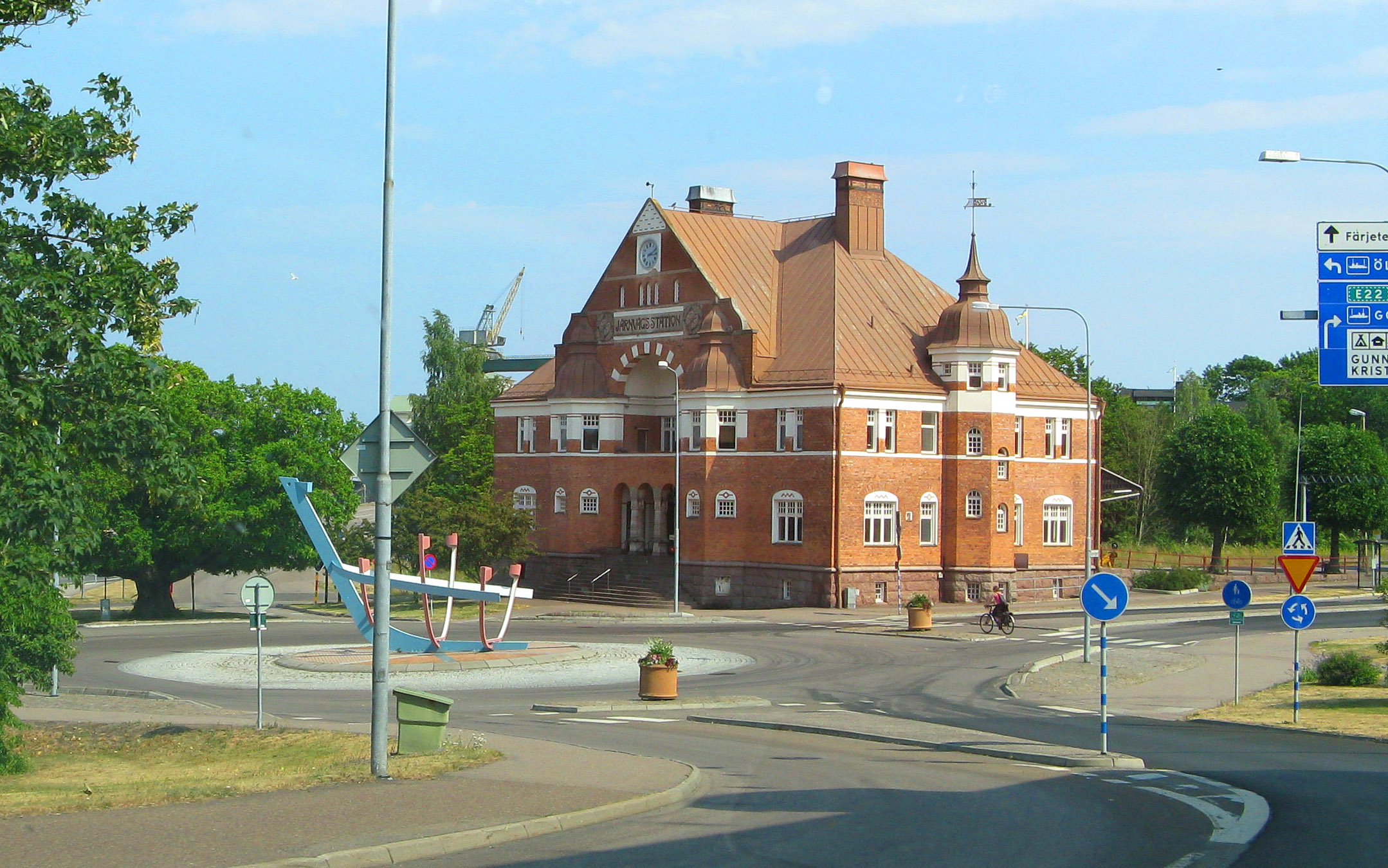
Järnvägsstationen.